# 御難おむすび
御難おむすび（ごなんおむすび）、御難おにぎり
は、神奈川県鎌倉市・安国論寺に由来する郷土料理。
みじん切りにした青じそ、紅しょうが、梅干しを飯に混ぜておにぎりにし、白ゴマを振りかけた料理である。
日蓮が松葉ヶ谷の法難において焼き討ちになった時、白猿に導かれ難を逃れた際に白猿に振る舞われた食べ物が由来とされる。明治初期に厚木地域の農家では、この日蓮の故事にちなんで1年間難に合わないよう願って、おむすびとして食べられるようになった。
2025年5月にミツハシライスの「郷土めしシリーズ」の一つとして「御難おむすび」が期間限定で関東のスーパーマーケットを中心に販売された。